# Muskegon
Muskegon är en stad i den amerikanska delstaten Michigan med ett invånarantal på 38 318 personer (2020). Staden är administrativ huvudort (county seat) Muskegon County.

## Kända personer från Muskegon
- Justin Abdelkader, ishockeyspelare
- Heber Curtis, astronom
- David Leestma, astronaut
- Iggy Pop, sångare
- Haddon Sundblom, konstnär
- Bill Szymczyk, musikproducent